# 松下祐樹
松下 祐樹（まつした ゆうき、1991年9月9日 - ）は、神奈川県小田原市出身の陸上競技選手。専門は400mハードルで49秒10の自己ベストを持つ。2016年リオデジャネイロオリンピックの日本代表、2015年北京世界選手権のセミファイナリストである。
かつては混成競技を専門としており、高校時代にインターハイの八種競技、大学時代に日本ジュニア選手権と日本インカレの十種競技でそれぞれ日本一に輝く。大学4年の2013年から混成競技とともに400mハードルにも取り組み、日本選手権8位入賞や日本学生個人選手権優勝を果たすと、大学を卒業した2014年からは世界の舞台で戦うために混成競技をやめて400mハードル専門となった。

## 経歴
神奈川県小田原市出身。AB型。小田原市立国府津小学校、小田原市立国府津中学校、神奈川県立小田原高等学校、順天堂大学卒業。チームミズノアスレティックを経て、現在はミズノトラッククラブ所属。

### 高校時代まで
小学生の時はソフトボールをやっていて、関東大会でベスト4になったことがあるという。
陸上は中学から始め、中学3年時に110mハードルと走高跳で全日本中学校選手権に出場した。
高校に進学してしばらくは110mハードルを専門としていたが、神奈川県には1学年上に佐藤大志、同学年に矢澤航などがいたためレベルが高く、可能性を求めて2年の春に混成競技を始めた。3年時にはインターハイ神奈川県大会の八種競技で高校歴代2位（当時）の記録となる5789点をマークすると、奈良インターハイの八種競技を制して全国タイトルを獲得した。

### 大学時代
2010年、順天堂大学に進学。1年目には日本ジュニア選手権の十種競技を制した。

#### 2013年
- 監督など周りからの勧めもあり、混成競技とともに400mハードルにも取り組んだが、日本選手権の400mハードル参加標準記録A（50秒80）を突破できなかったら十種競技に専念するつもりだったという[1]。
- 4月28日、日本体育大学陸上競技会の400mハードルで50秒61をマークし、日本選手権参加標準記録A（50秒80）を突破した。
- 5月、関東インカレの十種競技で優勝し、初の大学タイトルを獲得。400mハードルでは準優勝を達成した。
- 6月、日本選手権の400mハードルでは予選と準決勝を自己ベストで突破するも（50秒37、50秒28）、決勝ではタイムを落として51秒06の8位。日本学生個人選手権の400mハードルでは、決勝前日に急性胃腸炎にかかりながらも50秒11の自己ベストで制して初の学生日本一に輝いた[2]。
- 7月7日、神奈川選手権の110mハードル予選で14秒24（+0.7）の自己ベストをマークすると、決勝では追い風参考記録ながら自身初の13秒台となる13秒78（+3.6）をマークした。
- 9月、日本インカレの十種競技を7508点の自己ベストで制し、自身最後となる十種競技を有終の美で飾った。
- 10月、国民体育大会の400mハードル予選で49秒75をマークし、自身初となる49秒台で決勝に進出。決勝でも自己ベストを0秒04更新する49秒71をマークしたが3位に終わった。

### 社会人時代

#### 2014年
- チームミズノアスレティックに所属。
- 5月、東日本実業団選手権の400m決勝で47秒43の自己ベスト（当時）をマーク。
- 7月、ヨーロッパへ遠征。初の海外レースとなったコーク・シティ・スポーツ（アイルランド）の400mハードルでは50秒10の全体4位[3]、ナイトオブアスレチックス（ベルギー）の400mハードルでは50秒07の3位で表彰台に上った[4]。
- 10月、国民体育大会の400mハードルでは去年を上回る2位の成績を残したが、社会人1年目のシーズンベストは50秒07で49秒台をマークすることはできなかった。

#### 2015年
- 6月、日本選手権の400mハードル予選を北京世界選手権の参加標準記録（49秒50）に迫る49秒57で突破。決勝ではこの種目4連覇中だった岸本鷹幸を直線でかわし初優勝を達成したが、優勝タイムは49秒76で北京世界選手権の参加標準を突破することはできなかった。
- 7月、参加標準記録突破をするため11日に大阪選手権400mハードル、12日には日中韓3カ国交流陸上400mハードルと連戦したが、それぞれ50秒16と50秒11のタイムに終わった。しかし、25日のオールスターナイト陸上400mハードルで49秒38をマークし、後日日本代表に追加選出された[5]。
- 8月、15日に順天堂大学で開催された国際競技会の順天堂インターナショナル400mハードルで49秒14をマークし、自己ベストを0秒24更新した。初出場となった世界選手権400mハードルでは、22日の予選でセカンドベスト（当時）の49秒34をマークして組4着に入り、着順での準決勝進出を決めた。今大会の男子400mハードルに出場した3人の日本人のうちで唯一準決勝に進出し、1983年の第1回大会から続いている世界選手権男子400mハードルにおける日本人の準決勝連続進出記録を途切れさせずに済んだが、23日の準決勝では1レーンということもあり、予選よりもタイムを落とし51秒10の組最下位（全体でも最下位）で敗退した。

#### 2016年
- 4月、ミズノトラッククラブに昇格[6]。
- 5月、8日のゴールデングランプリ川崎400mハードルで自己ベストを0秒04更新する49秒10をマークして3位（日本人2位）に入った[7]。21日の東日本実業団選手権400mでは47秒33の自己ベストをマークして3位に入った（22日の400mハードルは49秒78で3位）[8]。
- 6月、既にリオデジャネイロオリンピックの参加標準記録（49秒40）を突破していたため、日本選手権400mハードルでは優勝すればリオデジャネイロオリンピック日本代表に内定だった。しかし、25日の決勝では参加標準記録突破となる49秒31をマークするも、今季世界ランク2位の記録（48秒67）を持つ野澤啓佑に0秒17差で敗れ2連覇を逃した[9]。優勝を逃したため当日の日本代表内定はならなかったが、後日リオデジャネイロオリンピック日本代表に選出された。
- 8月、オリンピック400mハードルに初出場を果たした。15日の予選では組3着までに入れば着順で準決勝に進出できたが、結果は49秒60の組4着に終わり、組3着には0秒43及ばなかった。それ以外の選手でタイムの良い上位6名も準決勝に進出できたが、こちらは6番目の選手にわずか0秒06届かなかった[10]。

#### 2017年
- 6月、23日の日本選手権400mハードル予選をロンドン世界選手権の参加標準記録（49秒35）に迫る49秒40で突破[11]。しかし、24日の決勝は49秒92とタイムを落とし、3位には入ったものの参加標準記録を突破することはできなかった[12]。
- 7月、9日の南部記念400mハードルに出場した。日本陸上競技連盟が指定するこの大会において、ロンドン世界選手権の参加標準記録を突破すれば追加での日本代表招集が濃厚だったが、結果は参加標準記録に0秒06届かず（49秒41）、ロンドン世界選手権日本代表の座を逃した[13]。

## 人物・エピソード
- 中学入学時は野球部に入部しようとしたが、知人から強引に誘われて陸上部へ。「マットでゴロゴロしたい」という理由で走高跳を始めたという。
- 110mハードル選手の矢澤航とはプライベートでも仲の良い親友。同じ神奈川県出身の同学年で、中学時代から110mハードルで競い合ってきたが、「こいつには絶対に勝てない」と思わされたという。混成競技を始めたのも「こいつと一緒に日本一になりたい」という気持ちからだったという。
- 趣味は映画鑑賞とスポーツ。
- 400mハードルではラスト100mに強く、本人も「400mハードルではラスト100mが日本で一番速い自信があります」と自負している。

## 自己ベスト
- 記録欄の（　）内の数字は風速（m/s）で、+は追い風を意味する。

| 種目         | 記録           | 年月日        | 場所   | 備考           |
| ------------ | -------------- | ------------- | ------ | -------------- |
| 400m         | 47秒33         | 2016年5月21日 | 熊谷市 |                |
| 110mハードル | 14秒24 (+0.7)  | 2013年7月7日  | 平塚市 |                |
| 110mハードル | 13秒78w (+3.6) | 2013年7月7日  | 平塚市 | 追い風参考記録 |
| 400mハードル | 49秒10         | 2016年5月8日  | 川崎市 |                |
| 八種競技     | 5789点         | 2009年5月24日 | 横浜市 | 高校歴代5位    |
| 十種競技     | 7508点         | 2013年9月7日  | 東京都 |                |

## 主な成績
- 備考欄の記録は当時のもの

### 国際大会
| 年         | 大会                 | 場所             | 種目  | 結果   | 記録   | 備考     |
| ---------- | -------------------- | ---------------- | ----- | ------ | ------ | -------- |
| 2015 (社2) | 日中韓三カ国交流陸上 | 札幌             | 400mH | 2位    | 50秒11 |          |
| 2015 (社2) | 世界選手権           | 北京             | 400mH | 準決勝 | 51秒10 | 全体24位 |
| 2016 (社3) | オリンピック         | リオデジャネイロ | 400mH | 予選   | 49秒60 | 全体24位 |

### 日本選手権
| 年         | 大会    | 場所     | 種目  | 結果 | 記録   | 備考                                       |
| ---------- | ------- | -------- | ----- | ---- | ------ | ------------------------------------------ |
| 2013 (大4) | 第97回  | 調布市   | 400mH | 8位  | 51秒06 | 予選50秒37・準決勝50秒28：ともに自己ベスト |
| 2014 (社1) | 第98回  | 福島市   | 400mH | 予選 | 50秒81 |                                            |
| 2015 (社2) | 第99回  | 新潟市   | 400mH | 優勝 | 49秒76 | 予選49秒57：自己ベスト                     |
| 2016 (社3) | 第100回 | 名古屋市 | 400mH | 2位  | 49秒31 |                                            |
| 2017 (社4) | 第101回 | 大阪市   | 400mH | 3位  | 49秒92 |                                            |

### その他
- 主要大会を記載

| 年         | 大会                     | 場所          | 種目     | 結果 | 記録            | 備考                              |
| ---------- | ------------------------ | ------------- | -------- | ---- | --------------- | --------------------------------- |
| 2006 (中3) | 全日本中学校選手権       | 丸亀市        | 110mH    | 予選 | 14秒93 (+1.1)   |                                   |
| 2006 (中3) | 全日本中学校選手権       | 丸亀市        | 走高跳   | 11位 | 1m82            |                                   |
| 2008 (高2) | インターハイ             | 熊谷市        | 八種競技 | 8位  | 5316点          |                                   |
| 2009 (高3) | インターハイ             | 奈良市        | 八種競技 | 優勝 | 5703点          |                                   |
| 2010 (大1) | 関東インカレ (1部)       | 東京都        | 十種競技 | 13位 | 6508点          |                                   |
| 2010 (大1) | 日本ジュニア選手権       | 川崎市        | 十種競技 | 優勝 | 6879点          |                                   |
| 2011 (大2) | 関東インカレ (1部)       | 東京都        | 十種競技 | 3位  | 6859点          |                                   |
| 2011 (大2) | 日本インカレ             | 熊本市        | 十種競技 | 8位  | 6770点          |                                   |
| 2012 (大3) | 関東インカレ (1部)       | 東京都        | 十種競技 | 3位  | 7038点          | 追い風参考記録                    |
| 2012 (大3) | 日本インカレ             | 東京都        | 十種競技 | 3位  | 6770点          |                                   |
| 2013 (大4) | 関東インカレ (1部)       | 東京都 横浜市 | 400mH    | 2位  | 50秒61          | 自己ベストタイ                    |
| 2013 (大4) | 関東インカレ (1部)       | 東京都 横浜市 | 十種競技 | 優勝 | 7330点          | 自己ベスト                        |
| 2013 (大4) | 日本学生個人選手権       | 平塚市        | 400mH    | 優勝 | 50秒11          | 自己ベスト                        |
| 2013 (大4) | 日本インカレ             | 東京都        | 十種競技 | 優勝 | 7508点          | 自己ベスト                        |
| 2013 (大4) | 国民体育大会             | 調布市        | 110mH    | 予選 | 14秒25 (-1.4)   |                                   |
| 2013 (大4) | 国民体育大会             | 調布市        | 400mH    | 3位  | 49秒71          | 自己ベスト 予選49秒75：初の49秒台 |
| 2014 (社1) | 静岡国際                 | 袋井市        | 400mH    | 決勝 | 51秒14          |                                   |
| 2014 (社1) | 木南記念                 | 大阪市        | 400mH    | 4位  | 50秒82          |                                   |
| 2014 (社1) | 東日本実業団選手権       | 福島市        | 400m     | 2位  | 47秒43          | 自己ベスト                        |
| 2014 (社1) | 東日本実業団選手権       | 福島市        | 400mH    | 8位  | 52秒48          |                                   |
| 2014 (社1) | 実業団・学生対抗陸上     | 小田原市      | 400mH    | 4位  | 50秒90          |                                   |
| 2014 (社1) | 全日本実業団選手権       | 山口市        | 400m     | 4位  | 48秒15          |                                   |
| 2014 (社1) | 全日本実業団選手権       | 山口市        | 400mH    | 5位  | 50秒58          |                                   |
| 2014 (社1) | 国民体育大会             | 諫早市        | 400mH    | 2位  | 50秒29          |                                   |
| 2015 (社2) | 静岡国際                 | 袋井市        | 400mH    | 3位  | 49秒78          |                                   |
| 2015 (社2) | 東日本実業団選手権       | 熊谷市        | 400m     | 4位  | 47秒60          |                                   |
| 2015 (社2) | 東日本実業団選手権       | 熊谷市        | 400mH    | 2位  | 50秒09          |                                   |
| 2015 (社2) | オールスターナイト陸上   | 平塚市        | 400mH    | 優勝 | 49秒38          | 自己ベスト                        |
| 2015 (社2) | 全日本実業団選手権       | 岐阜市        | 400mH    | 予選 | DNF             |                                   |
| 2015 (社2) | 国民体育大会             | 和歌山市      | 400mH    | 6位  | 51秒10          |                                   |
| 2016 (社3) | 静岡国際                 | 袋井市        | 400mH    | 4位  | 50秒30          |                                   |
| 2016 (社3) | ゴールデングランプリ川崎 | 川崎市        | 400mH    | 3位  | 49秒10          | 自己ベスト                        |
| 2016 (社3) | 東日本実業団選手権       | 熊谷市        | 400m     | 3位  | 47秒33          | 自己ベスト                        |
| 2016 (社3) | 東日本実業団選手権       | 熊谷市        | 400mH    | 3位  | 49秒78          |                                   |
| 2016 (社3) | 全日本実業団選手権       | 大阪市        | 400mH    | 4位  | 50秒09          |                                   |
| 2016 (社3) | 全日本実業団選手権       | 大阪市        | 4x400mR  | 優勝 | 3分04秒51 (3走) | 大会記録                          |
| 2016 (社3) | 国民体育大会             | 北上市        | 400mH    | 5位  | 50秒68          |                                   |
| 2017 (社4) | 静岡国際                 | 袋井市        | 400mH    | 3位  | 50秒34          |                                   |
| 2017 (社4) | 木南記念                 | 大阪市        | 400mH    | 2位  | 49秒61          |                                   |
| 2017 (社4) | ゴールデングランプリ川崎 | 川崎市        | 400mH    | 4位  | 49秒82          |                                   |
| 2017 (社4) | 南部記念                 | 札幌市        | 400mH    | 2位  | 49秒41          |                                   |
| 2017 (社4) | オールスターナイト陸上   | 平塚市        | 400mH    | 優勝 | 49秒96          |                                   |
| 2017 (社4) | 全日本実業団選手権       | 大阪市        | 4x100mR  | 決勝 | DQ (4走)        | オーバーゾーン (3-4走)            |
| 2017 (社4) | 全日本実業団選手権       | 大阪市        | 4x400mR  | 優勝 | 3分08秒82 (1走) |                                   |
| 2017 (社4) | 国民体育大会             | 松山市        | 400mH    | 3位  | 50秒23          |                                   |
| 2018 (社5) | 静岡国際                 | 袋井市        | 400mH    | 決勝 | 50秒57          |                                   |
| 2018 (社5) | 木南記念                 | 大阪市        | 400mH    | 3位  | 49秒82          |                                   |
| 2018 (社5) | 東日本実業団選手権       | 熊谷市        | 400m     | 予選 | 50秒75          |                                   |